# چئونبوسان
چئونبوسان (به لاتین: Cheonbosan) یک کوه در کره جنوبی است. چئونبوسان ۳۳۶٫۸ متر بالاتر از سطح دریا واقع شده‌است.